# La ragazza di mille mesi
La ragazza di mille mesi è un film del 1961 diretto da Steno, tratto da una commedia di Jacques Deval.
Fu riedito nel 1964 col titolo Tognazzi e la minorenne.

## Trama
Un disegnatore di moda affitta la sua villa a una donna prima di andarsene all'estero. La figlia della donna è costretta a fingere di essere minorata per una oscura congiura tesa ad impedire all'uomo di partire.
« [...] plot scalcinato[...] » per il Mereghetti 1993.